# Городское поселение Хорлово
Городское поселение Хорлово — упразднённое муниципальное образование в Воскресенском муниципальном районе Московской области.
Административным центром был рабочий посёлок Хорлово.

## История
Образовано в ходе муниципальной реформы, в соответствии с Законом Московской области от 29.12.2004 года № 199/2004-ОЗ «О статусе и границах Воскресенского муниципального района и вновь образованных в его составе муниципальных образований».
4 мая 2019 года Воскресенский муниципальный район был упразднён, а все входившие в него городские и сельские поселения объединены в новое единое муниципальное образование — городской округ Воскресенск.

## География
Расположено на юго-востоке Воскресенского района. На западе граничит с городским поселением Воскресенск, на северо-западе — с сельским поселением Ашитковским, на севере — с сельским поселением Ильинским Орехово-Зуевского района, на востоке — с городским поселением Егорьевск Егорьевского района, на юге — с сельским поселением Хорошовским Коломенского района. Площадь территории городского поселения составляет 11 340 га

## Население
| 2006  | 2007  | 2008  | 2009  | 2010  | 2011  |
| ----- | ----- | ----- | ----- | ----- | ----- |
| 8861  | ↘8743 | ↘7943 | ↗8716 | ↘8591 | ↘8555 |
| 2012  | 2013  | 2014  | 2015  | 2016  | 2017  |
| →8555 | ↘8527 | ↗8556 | ↘8551 | ↘8494 | ↘8426 |
| 2018  | 2019  |       |       |       |       |
| ↘8336 | ↘8273 |       |       |       |       |

## Населённые пункты
В состав городского поселения входят пгт Хорлово и 6 населённых пунктов упразднённой административно-территориальной единицы — Ёлкинского сельского округа:
| Вид             | Наименование   | Население, 2006 | ОКАТО          |
| --------------- | -------------- | --------------- | -------------- |
| деревня         | Вострянское    | 123             | 46 206 816 006 |
| деревня         | Ёлкино         | 427             | 46 206 816 001 |
| деревня         | Ильино         | 57              | 46 206 816 003 |
| деревня         | Новочеркасское | 20              | 46 206 816 002 |
| деревня         | Перхурово      | 96              | 46 206 816 005 |
| рабочий посёлок | Хорлово        | 3605            | 46 206 567     |
| деревня         | Шильково       | 38              | 46 206 816 004 |

## Власть
Число депутатов в представительном органе городского поселения Хорлово определено в соответствии с законом Московской области от 30 марта 2005 г. № 96/2005-ОЗ «Об обеспечении реализации отдельных положений Федерального закона „Об общих принципах организации местного самоуправления в Российской Федерации“» и составляет 10 человек.
Глава городского поселения Хорлово — Покровский Андрей Михайлович, председатель Совета депутатов — Титов Александр Тимофеевич.

## Символика

### Герб
Утверждён решением Совета депутатов муниципального образования «Городского поселения Хорлово» Воскресенского района Московской области от 28 июня 2007 года № 2/13.
Описание:
Щит косвенно четверочастный; в первой и четвёртой частях в золоте пурпурный пояс, обременённый серебряной нитевидной мелкой сеткой; вторая и третья части заполнены серебряными глыбами и неровно ограничены по краям глыб.

### Флаг
Утверждён решением Совета депутатов муниципального образования «Городского поселения Хорлово» Воскресенского района Московской области от 28 июня 2007 года № 128/23, внесён в Государственный геральдический регистр Российской Федерации под № 3478
Описание:
Флаг «Городского поселения Хорлово» представляет собой прямоугольное жёлтое полотнище с отношением ширины к длине 2:3, несущее фигуры герба: две горизонтальные малиновые полосы с белой сеткой (каждая шириной в 2/9 ширины полотнища) и поверх них серые камни, уложенные в два треугольника с основаниями вдоль древка и свободного края, соприкасающиеся вершинами в центре полотнища.